# Santiago (Vitoria)
Santiago (Done Jakue en euskera) es un barrio de Vitoria y que limita con el ensanche y con el parque de los Herran. Es un barrio muy pequeño y con un reducido censo de habitantes.
Está situado en la misma calle, Av. de Santiago, llegando así hasta el propio ensanche, pasando al lado del hospital de Santiago.
El barrio data de finales de los 80, construcción posterior de la eliminación del edificio militar
Por otro lado, cuenta con un mercadillo los jueves y sábados a la mañana en la plaza de Simón Bolívar.
http://farm2.static.flickr.com/1324/543708117_9ec874437d.jpg
- Datos: Q574251